# Liste der Orte im Landkreis Waldshut
Die Liste der Orte im Landkreis Waldshut listet die geographisch getrennten Orte (Ortsteile, Stadtteile, Dörfer, Weiler – badisch Zinken –, Höfe, Wohnplätze) im Landkreis Waldshut auf.

## Systematische Liste
Alphabet der Städte und Gemeinden mit den zugehörigen Orten.
| - Albbruck mit den Ortsteilen Albbruck, Birkingen, Birndorf, Buch, Schachen und Unteralpfen. - Zu Albbruck das Dorf Albbruck mit Alb und die Gemeindeteile Albert und Kiesenbach. - Zu Birkingen die Dörfer Birkingen und Kuchelbach, der Weiler Bohland und das Gehöft Behlen. - Zu Birndorf die Dörfer Birndorf und Schadenbirndorf und das Gehöft Mühle. - Zu Buch das Dorf Buch, die Weiler Etzwihl, Haide, Hechwihl und Steinbach und die Wohnplätze Görwihler Steg und Hohenfels. - Zu Schachen das Dorf Schachen. - Zu Unteralpfen das Dorf Unteralpfen und der Wohnplatz Stieg, Jugendheim. - Bad Säckingen mit den Stadtteilen Harpolingen, Rippolingen, Säckingen und Wallbach. - Zu Harpolingen das Dorf Harpolingen, die Höfe Lochmühle und Rüttehof und der Wohnplatz Holdmatt. - Zu Rippolingen das Dorf Rippolingen, das Gehöft Flut und der Wohnplatz Santihof. - Zu Säckingen die Stadt Säckingen, der Stadtteil Obersäckingen und der Wohnplatz Am Bergsee. - Zu Wallbach das Dorf Wallbach. - Bernau im Schwarzwald mit den Gemeindeteilen Altenrod, Bernau-Dorf mit Goldbach, Bernau-Hof, Bernau-Innerlehen, Bernau-Riggenbach mit Schwendele, Gaß, Kaiserhaus, Oberlehen und Unterlehen. - Bonndorf im Schwarzwald mit den Stadtteilen Boll, Bonndorf im Schwarzwald, Brunnadern, Dillendorf, Ebnet, Gündelwangen, Holzschlag, Wellendingen und Wittlekofen. - Zu Boll das Dorf Boll, das Gehöft Badhof (Bad Boll) und der Wohnplatz Tiefental. - Zu Bonndorf im Schwarzwald die Stadt Bonndorf im Schwarzwald, der Weiler Sommerau, das Gehöft und Haus Öttiswald und die Wohnplätze Männleswald, Steinabad, Steinasäge und Walke. - Zu Brunnadern das Dorf Brunnadern. - Zu Dillendorf das Dorf Dillendorf und der Wohnplatz Dillendorfer Säge. - Zu Ebnet das Dorf Ebnet. - Zu Gündelwangen das Dorf Gündelwangen und der Wohnplatz Hebsack. - Zu Holzschlag das Dorf Holzschlag, der Weiler Glashütte und das Gehöft Klausenhof. - Zu Wellendingen das Dorf Wellendingen und der Wohnplatz Wellendinger Säge im Steinatal. - Zu Wittlekofen das Dorf Wittlekofen, der Weiler Dobel, das Gehöft Welschberg und der Wohnplatz Roggenbach. - Dachsberg (Südschwarzwald) mit den Ortsteilen Urberg, Wilfingen, Wittenschwand und Wolpadingen. - Zu Urberg das Dorf Inner-Urberg, der Weiler Außer-Urberg, die Zinken Oberkutterau, Schmalenberg und Schwand, die Höfe Goldenhof, Höll, Oberbildstein und Rüttewies und die Wohnplätze Rhonahof und Urbergersäge. - Zu Wilfingen der Ort Wilfingen und die Dörfer Happingen, Hierbach und Vogelbach. - Zu Wittenschwand die Dörfer Wittenschwand, Horbach und Ruchenschwand und die Weiler Arnoldsloch und Laite. - Zu Wolpadingen das Dorf Wolpadingen, die Weiler Finsterlingen und Fröhnd (Außer und Inner) und Hierholz und der Wohnplatz Ennersbach. - Dettighofen mit den Ortsteilen Baltersweil, Berwangen und Dettighofen. - Zu Baltersweil das Dorf Baltersweil. - Zu Berwangen das Dorf Berwangen und der Wohnplatz Im Moos (Ob den Reben). - Zu Dettighofen das Dorf Dettighofen, die Weiler Albführen, Eichberg (Hinter und Vorder) und das Gehöft Häuserhof. - Dogern mit dem Dorf Dogern, den Höfen Auhof, Rüttehof und Weihermatten und den Wohnplätzen Bei den Rheinhäusern (Am Rhein-Rheinweg) und Steingrube (Moosmatte). - Eggingen mit den Ortsteilen Obereggingen und Untereggingen. - Zu Obereggingen das Dorf Obereggingen. - Zu Untereggingen das Dorf Untereggingen, die Siedlung Schönbrunnen und die Wohnplätze Grafenwiesen, Greutwiesen und Im Heidelbach. - Görwihl mit den Ortsteilen Engelschwand, Görwihl, Hartschwand, Niederwihl, Oberwihl, Rotzingen, Rüßwihl, Segeten und Strittmatt. - Zu Engelschwand das Dorf Engelschwand. - Zu Görwihl das Dorf Görwihl, die Zinken Freudenberg und Grünnetsmättle und der Wohnplatz Kirchgrund. - Zu Hartschwand das Dorf Hartschwand. - Zu Niederwihl das Dorf Niederwihl, der Zinken Schildbach und der Wohnplatz Sägehof. - Zu Oberwihl das Dorf Oberwihl. - Zu Rotzingen die Dörfer Rotzingen und Burg, der Zinken Eichrütte und der Wohnplatz Krembach. - Zu Rüßwihl die Dörfer Rüßwihl und Tiefenstein. - Zu Segeten das Dorf Segeten, das Gehöft Hetzlenmühle und der Wohnplatz Säge. - Zu Strittmatt das Dorf Strittmatt. - Grafenhausen mit den Ortsteilen Grafenhausen, Mettenberg und Staufen. - Zu Grafenhausen die Dörfer Grafenhausen, Geroldshofstetten und Rieppoldsried, die Weiler Amertsfeld, Balzhausen, Dürrenbühl, Ebersbach, Rötenberg und Schaffhauser Säge, die Zinken Brünlisbach, Rothaus und Signau, die Höfe Schlüchtseehof vorm. Bleiche und Tannenmühle und die Wohnplätze Holzhäusle und Schlüchtmühle. - Zu Mettenberg die Dörfer Mettenberg, Buggenried und Seewangen und der Wohnplatz Kaßlett. - Zu Staufen das Dorf Staufen, der Weiler Bulgenbach und die Wohnplätze Heidenmühle und Klausenmühle. - Häusern mit dem Dorf Häusern und dem Weiler Schwarzabruck. - Herrischried mit den Ortsteilen Großherrischwand, Herrischried, Hogschür, Hornberg, Niedergebisbach, Rütte und Wehrhalden. - Zu Großherrischried das Dorf Großherrischried und der Wohnplatz Jägerhaus (Jägersruhe). - Zu Herrischried die Dörfer Herrischried und Lochmatt und die Weiler Mühle, Säge und Stehle. - Zu Hogschür das Dorf Hogschür. - Zu Hornberg die Dörfer Hornberg und Obergebisbach und der Weiler Atdorf. - Zu Niedegebisbach das Dorf Niedergebisbach, das Gehöft Maierhöfe und der Wohnplatz Im Murgtal. - Zu Rütte das Dorf Rütte. - Zu Wehrhalden die Dörfer Wehrhalden, Giersbach und Kleinherrischwand, die Siedlung Lochhäuser und der Wohnplatz Klaffenbach. - Höchenschwand mit den Ortsteilen Amrigschwand, Höchenschwand und Tiefenhäusern. - Zu Amrigschwand die Dörfer Amrigschwand, Attlisberg, Ellmenegg, Segalen und Strittberg, das Gehöft Leinegg (Scheuerhof) und der Wohnplatz Steinreusche. - Zu Höchenschwand das Dorf Höchenschwand. - Zu Tiefenhäusern die Dörfer Tiefenhäusern, Frohnschwand, Heppenschwand, Oberweschnegg und Unterweschnegg. - Hohentengen am Hochrhein mit den Ortsteilen Bergöschingen, Hohentengen, Lienheim und Stetten. - Zu Bergöschingen das Dorf Bergöschingen und die Höfe Becherhof, Dachshof, Heiterhof, Krummhof, Schrennenhof und Weilerhof. - Zu Hohentengen die Dörfer Hohentengen und Herdern, der Zinken Gugenmühle, die Höfe Engelhof, Neuhof und Unter Juckenhof und die Wohnplätze Klausen und Schloß Rötteln. - Zu Lienheim das Dorf Lienheim und die Höfe Eichbühlerhof, Gatterhof, Gfällhof, Sandhof, Schloßhof, Steinlebachhof, Turmhof (bisher Türnenhof) und Vorderer Rohrhof (bisher Wüstrüttehof). - Zu Stetten die Dörfer Stetten und Günzgen und das Gehöft Lenkhof. - Ibach mit den Dörfern Oberibach und Unteribach, dem Weiler Mutterslehen, dem Gehöft Lindau und dem Wohnplatz Ibachersäge. - Jestetten mit den Ortsteilen Altenburg und Jestetten. - Zu Altenburg das Dorf Altenburg und die Wohnplätze Altenburg-Hardt, Bahnstation Altenburg-Rheinau und Zollhaus Rheinbrücke. - Zu Jestetten das Dorf Jestetten, die Höfe Flachshof und Sonnenhof und die Wohnplätze Talmühle, Wangental und Zollamt. - Klettgau mit den Ortsteilen Bühl, Erzingen, Geißlingen, Grießen, Rechberg, Riedern am Sand und Weisweil. - Zu Bühl die Weiler Bühl, Mittelhof und Oberhof und die Höfe Berchenhof (Sommerau) und Kaiser(Keppele)hof. - Zu Erzingen das Dorf Erzingen. - Zu Geißlingen das Dorf Geißlingen und das Gehöft Heideggerhof. - Zu Grießen das Dorf Grießen, der Weiler Reutehof, das Gehöft Bergscheuerhof und die Wohnplätze Alte Mühle und Brand, Bahnstation Grießen und Ziegelhütte. - Zu Rechberg der Weiler Rechberg. - Zu Riedern am Sand die Dörfer Ober Riedern und Unter Riedern. - Zu Weisweil das Dorf Weisweil und die Höfe Burgstall(hof) und Nägele(Feld)hof. - Küssaberg mit den Ortsteilen Bechtersbohl, Dangstetten, Kadelburg, Küßnach, Reckingen und Rheinheim. - Zu Bechtersbohl das Dorf Bechtersbohl und die Höfe Eichhalden und Küssaberg. - Zu Dangstetten das Dorf Dangstetten und das Gehöft Geißernhof. - Zu Kadelburg das Dorf Kadelburg und Siedlung und Gehöft Ettikon mit Ettikonerhof. - Zu Küßnach das Dorf Küßnach und die Höfe Alkenhof, Hauackerhof, Markhof, Rohrhof und Stüdlehof. - Zu Reckingen das Dorf Reckingen. - Zu Rheinheim das Dorf Rheinheim. - Lauchringen mit den Ortsteilen Oberlauchringen und Unterlauchringen. - Zu Oberlauchringen das Dorf Oberlauchringen. - Zu Unterlauchringen das Dorf Unterlauchringen, Haus und Gehöft Am Hohrain (vorm. Oberstaad) und die Wohnplätze Äuleboden, Im Ibrunnen und Bahnstation Oberlauchringen. - Laufenburg (Baden) mit den Stadtteilen Binzgen, Grunholz, Hauenstein, Hochsal, Laufenburg (Baden), Luttingen und Rotzel. - Zu Binzgen das Dorf Binzgen, die Zinken Bühl, Diegeringer Mühle, Gaisbühl, Hammer, Hochrütte (Bürlishäuser) und Loch (Binzger Loch), das Gehöft Mittlerholz und die Wohnplätze Hinterfeld (Rohr) und Spechtenhof (Rappenstein). - Zu Grunholz das Dorf Grunholz. - Zu Hauenstein das Dorf Hauenstein. - Zu Hochsal das Dorf Hochsal. - Zu Laufenburg (Baden) die Stadt Laufenburg (Baden) und die Stadtteile Rhina und Stadenhausen. - Zu Luttingen das Dorf Luttingen. - Zu Rotzel das Dorf Rotzel, der Zinken Hübel und die Höfe Im Rebland und Winterhof. | - Lottstetten mit den Dörfern Lottstetten, Balm und Nack, dem Weiler Dietenberg, dem Gehöft Hardtweghöfe und den Wohnplätzen „Lottstetten-Landstraße, Zollamt“ und Nacker Mühle. - Murg mit den Ortsteilen Hänner, Murg, Niederhof und Oberhof. - Zu Hänner das Dorf Hänner und der Wohnplatz Gaisbühl (Neumatten). - Zu Murg das Dorf Murg, die Siedlung Weiermatt, die Weiler Hinterer Hammer (Murghammer) und Rothaus und die Höfe Rheinsberg und Rüttene. - Zu Niederhof die Dörfer Niederhof Diegeringen und Zechenwihl. - Zu Oberhof das Dorf Oberhof, der Zinken Im Sod und der Wohnplatz Spittelhau. - Rickenbach mit den Ortsteilen Altenschwand, Bergalingen, Hottingen, Hütten, Rickenbach und Willaringen. - Zu Altenschwand die Dörfer Altenschwand und Glashütten, die Zinken Bühl, Rohr und Roßau und die Höfe Höhnenhäuser (Heunehöf) und Strick (Stricker oder Steinerhäuser). - Zu Bergalingen das Dorf Bergalingen und der Wohnplatz Spatzen(Lauber)hof. - Zu Hottingen das Dorf Hottingen (Außer und Inner), die Zinken Giegel, Gschneid, Hasenbrunnen und Moos und die Höfe Schloß und Süßloch. - Zu Hütten das Dorf Hütten (Ober und Unter) und der Weiler Rüttehof. - Zu Rickenbach das Dorf Rickenbach, die Zinken Hasenbrunnen und Hennenmatt (mit Rickenbach zusammengewachsen), die Höfe Fohrenbühl, Mühletal, Nagelfriedelshof und Vogtsrütte und die Wohnplätze Beim Roten Kreuz (Auf der Wilde) und Widmenholz. - Zu Willaringen die Dörfer Willaringen, Egg, Jungholz, Schweikhof und Wieladingen, der Weiler Wickartsmühle, die Höfe Bühl und Lehnhof und der Wohnplatz Kühmoos. - St. Blasien mit den Stadtteilen Immeneich, Menzenschwand, St. Blasien und Schlageten. - Zu Immeneich die Dörfer Immeneich und Niedermühle. - Zu Menzenschwand die Dörfer Menzenschwand-Hinterdorf und Menzenschwand-Vorderdorf. - Zu St. Blasien die Stadt St. Blasien, die Höfe Glashof, Windberghof und Wolfsboden und die Wohnplätze In der Schmelze, Im Hüttlebuck und Glashofsäge. - Zu Schlageten das Dorf Schlageten, die Weiler Eckartschwand, Lehenwies, Luchle, Niedingen und Unterbildstein und die Zinken Ballenberg und Unterkutterau. - Stühlingen mit den Stadtteilen Bettmaringen, Blumegg, Eberfingen, Grimmelshofen, Lausheim, Mauchen, Oberwangen, Schwaningen, Stühlingen, Unterwangen und Weizen. - Zu Bettmaringen das Dorf Bettmaringen und die Weiler Illmühle und Mittlere Alp. - Zu Blumegg das Dorf Blumegg und das Gehöft Blumeggweiler (Im Weiler). - Zu Eberfingen das Dorf Eberfingen und die Wohnplätze In den Herrengärten und In den Wuhräckern. - Zu Grimmelshofen das Dorf Grimmelshofen, das Gehöft Reichenberg (Winterberg) und der Wohnplatz Agnesenwiese. - Zu Lausheim das Dorf Lausheim und der Wohnplatz Bahnstation Lausheim-Blumegg. - Zu Mauchen das Dorf Mauchen und das Gehöft „Untere Alp, Engelwirtshaus“. - Zu Oberwangen das Dorf Oberwangen, der Zinken Sparenberg und die Wohnplätze Alpenhaldenhäuser und Oberer Alphof. - Zu Schwaningen das Dorf Schwaningen und das Gehöft Kalvarienberg. - Zu Stühlingen die Stadt Stühlingen, die Siedlungen Kalvarienberg-Siedlung und Schloßbergsiedlung, Schloss und Gehöft Hohenlupfen (Stühlinger Schloß und Schloßhof), das Gehöft Weilerhof und die Wohnplätze Hof (W. Schupp) und Ziegelhütte. - Zu Unterwangen das Dorf Unterwangen und die Höfe Mühle und Röschenhof. - Zu Weizen das Dorf Weizen und der Wohnplatz Am Bahnhof. - Todtmoos mit den Dörfern Au, Glashütte, Hintertodtmoos, Schwarzenbach und Weg, der Ortschaft Vordertodtmoos, den Weilern Berghütte, Höfle, Lehen, Mättle, Prestenberg, Rütte und Strick und den Wohnplätzen Auerhäusle, Gersbach-Au und Wehrawald. - Ühlingen-Birkendorf mit den Ortsteilen Berau, Birkendorf, Brenden, Hürrlingen, Obermettingen, Riedern am Wald, Ühlingen und Untermettingen. - Zu Berau das Dorf Berau, der Weiler Rickenbach, der Zinken Kloster und die Wohnplätze Ebersten, Lochmühle und Witznau mit Kraftwerk. - Zu Birkendorf die Dörfer Birkendorf mit Vogelsang und Igelschlatt, das Gehöft Horben und der Wohnplatz Igelschlatter Säge. - Zu Brenden das Dorf Brenden, die Höfe Äußere Höfe, Innere Höfe und Schloßbauer (Schloßhof) und der Wohnplatz „Eichholz, Elektr. Werk“. - Zu Hürrlingen das Dorf Hürrlingen und das Gehöft Schelgen. - Zu Obermettingen das Dorf Obermettingen und Haus und Gehöft Steinachmühle. - Zu Riedern am Wald das Dorf Riedern am Wald, die Höfe Mandach und Weilerhöfe, Haus und Gehöft Riedersteg und die Wohnplätze Bärchle, Lochhäuser, Muckwies, Vogelwies und Zinken. - Zu Ühlingen das Dorf Ühlingen, die Zinken Obere Witzhalden und Unter Witzhalden und die Höfe Breitwiesenhof, Neue Welt, Schelgen und Holzwasen und Stocken Höfe. - Zu Untermettingen die Dörfer Untermettingen, Endermettingen und Löhningen, die Weiler Mu(h)ren und Raßbach, die Höfe Scheuren(hof) und Talhöfe und der Wohnplatz Berghaus(hof). - Waldshut-Tiengen mit den Stadtteilen Aichen, Breitenfeld, Detzeln, Eschbach, Gurtweil, Indlekofen, Krenkingen, Oberalpfen, Tiengen/Hochrhein, Waldkirch und Waldshut. - Zu Aichen das Dorf Aichen, die Weiler Allmut und Gutenburg und die Wohnplätze „Gutenburg, Elektrizitätswerk mit Fabrik“, „Gutenburg, Sägewerk“ und Witznau(er) Säge. - Zu Breitenfeld das Dorf Breitenfeld und der Wohnplatz Schaltstation Breitenfeld. - Zu Detzeln das Dorf Detzeln und die Höfe Klosen, Rehhalden und Tierberg. - Zu Eschbach das Dorf Eschbach und die Wohnplätze Hausbrunnen und Ziegelhütte. - Zu Gurtweil das Dorf Gurtweil, der Gemeindeteil Neuberg und der Wohnplatz Schlatt. - Zu Indlekofen die Dörfer Indlekofen und Aispel und der Wohnplatz Rohr (Rohrer Mühle). - Zu Krenkingen das Dorf Krenkingen, der Weiler Hagnau und der Wohnplatz Berghaus. - Zu Oberalpfen das Dorf Oberalpfen und das Gehöft Untersteinbachmühle. - Zu Tiengen/Hochrhein die Stadt Tiengen/Hochrhein, der Weiler Lauffenmühle, Gehöft und Siedlung Homburg und die Höfe Am Kaltenbach, Glockenhof und Hasenhof. - Zu Waldkirch die Dörfer Waldkirch, Gaiß und Schmitzingen. - Zu Waldshut die Stadt Waldshut, Häuser und Siedlungen Beim Fahrhaus mit Aarbergsiedlung und Lonza-Werk, Bleiche mit Unterer Liedermattensiedlung und Schmittenau und die Wohnplätze Blockhaus an der Straße nach St. Blasien und Gärtnerhaus beim Waldfriedhof. - Weilheim mit den Ortsteilen Bannholz, Bierbronnen, Nöggenschwiel, Remetschwiel und Weilheim. - Zu Bannholz das Dorf Bannholz, die Weiler Aisperg und Ay, der Zinken Außer Ay und das Gehöft Auf dem Hof. - Zu Bierbronnen die Dörfer Bierbronnen (Ober und Unter) und Rohr, der Weiler Heubach und das Gehöft Löchlemühle. - Zu Nöggenschwiel das Dorf Nöggenschwiel und der Wohnplatz Fohrenbach(er) Mühle. - Zu Remetschwiel die Dörfer Remetschwiel und Brunnadern und der Wohnplatz Waldhaus. - Zu Weilheim die Dörfer Weilheim, Bürglen und Dietlingen und der Weiler Schnörringen. - Wehr mit den Stadtteilen Öflingen und Wehr. - Zu Öflingen das Dorf Öflingen (Ober- und Mitteldorf), der Gemeindeteil Brennet und der Weiler Günnenbach. - Zu Wehr die Stadt Wehr, das Gehöft Maierhof und die Wohnplätze Auf Steig, Hemmet, Im Juch, Kreuzmatt und Ochsenmatt. - Wutach mit den Ortsteilen Ewattingen, Lembach und Münchingen. - Zu Ewattingen das Dorf Ewattingen, die Höfe Bachtalmühle, Bruderhof und Wutachmühle und der Wohnplatz Gipsmühle. - Zu Lembach das Dorf Lembach. - Zu Münchingen das Dorf Münchingen. - Wutöschingen mit den Ortsteilen Degernau, Horheim, Ofteringen, Schwerzen und Wutöschingen. - Zu Degernau das Dorf Degernau, das Gehöft Vogelhof (Vogelhöf) und der Wohnplatz Schattenmühle. - Zu Horheim das Dorf Horheim, der Zinken Höfe (Horheimerhöfe) und die Höfe Hölzlehof (Linsenbodenhof) und Löchlehof (Hofgut Dörneck). - Zu Ofteringen das Dorf Ofteringen und der Wohnplatz Rewental (Reuental). - Zu Schwerzen die Dörfer Schwerzen und Willmendingen und das Gehöft Bohlhof. - Zu Wutöschingen das Dorf Wutöschingen, die Siedlung Silberwiese und der Wohnplatz Wohnhäuser an der Bundesstraße. |

## Alphabetische Liste
In Fettschrift erscheinen die Orte, die zugleich Hauptort einer gleichnamigen Gemeinde sind, in Kursivschrift Wohnplätze, Höfe, Häuser und Wüstungen. Zusätzliche bestehende kleine Orte nach der Quelle www.leo-bw.de werden dort in aller Regel nicht wie in der Listengrundlage nach Weiler/Siedlung/Wohnplatz usw. differenziert, sondern einheitlich als Wohnplatz klassifiziert, dieser Ortsteiltyp wird hier entsprechend kursiviert übernommen.
| - Agnesenwiese zu Stühlingen - Aichen zu Waldshut-Tiengen - Aispel zu Waldshut-Tiengen - Aisperg zu Weilheim - Albbruck mit Alb zu Albbruck - Albert zu Albbruck - Albführen zu Dettighofen - Alkenhof zu Küssaberg - Allmut zu Waldshut-Tiengen - Alpenhaldenhäuser zu Stühlingen - Alte Mühle zu Klettgau - Altenburg zu Jestetten - Altenburg-Hardt zu Jestetten - Altenrod zu Bernau im Schwarzwald - Altenschwand zu Rickenbach - Am Bahnhof zu Stühlingen - Am Bergsee zu Bad Säckingen - Am Hohrain (vorm. Oberstaad) zu Lauchringen - Am Kaltenbach zu Waldshut-Tiengen - Amertsfeld zu Grafenhausen - Amrigschwand zu Höchenschwand - Arnoldsloch zu Dachsberg (Südschwarzwald) - Atdorf zu Herrischried - Attlisberg zu Höchenschwand - Au zu Todtmoos - Auerhäusle zu Todtmoos - Auf dem Hof zu Weilheim - Auf Steig zu Wehr - Auhof zu Dogern - Äuleboden zu Lauchringen - Außer Ay zu Weilheim - Äußere Höfe zu Ühlingen-Birkendorf - Außer-Urberg zu Dachsberg (Südschwarzwald) - Ay zu Weilheim - Bachtalmühle zu Wutach - Bahnstation Altenburg-Rheinau zu Jestetten - Bahnstation Grießen zu Klettgau - Bahnstation Lausheim-Blumegg zu Stühlingen - Bahnstation Oberlauchringen zu Lauchringen - Ballenberg zu St. Blasien - Balm zu Lottstetten - Baltersweil zu Dettighofen - Balzhausen zu Grafenhausen - Bannholz zu Weilheim - Bärchle zu Ühlingen-Birkendorf - Becherhof zu Hohentengen - Bechtersbohl zu Küssaberg - Behlen zu Albbruck - Bei den Rheinhäusern (Am Rhein-Rheinweg) zu Dogern - Beim Fahrhaus mit Aarbergsiedlung zu Waldshut-Tiengen - Beim Roten Kreuz (Auf der Wilde) zu Rickenbach - Berau zu Ühlingen-Birkendorf - Berchenhof (Sommerhof) zu Klettgau - Bergalingen zu Rickenbach - Berghaus zu Waldshut-Tiengen - Berghaus(hof) zu Ühlingen-Birkendorf - Berghütte zu Todtmoos - Bergöschingen zu Hohentengen - Bergscheuerhof zu Klettgau - Bernau-Dorf mit Goldbach zu Bernau im Schwarzwald - Bernau-Hof zu Bernau im Schwarzwald - Bernau-Innerlehen zu Bernau im Schwarzwald - Bernau-Riggenbach mit Schwendele zu Bernau im Schwarzwald - Berwangen zu Dettighofen - Bettmaringen zu Stühlingen - Bierbronnen (Ober und Unter) zu Weilheim - Binzgen zu Laufenburg (Baden) - Birkendorf mit Vogelsang zu Ühlingen-Birkendorf - Birkingen zu Albbruck - Birndorf zu Albbruck - Bleiche mit Unterer Liedermattensiedlung zu Waldshut-Tiengen - Blockhaus an der Straße nach St. Blasien zu Waldshut-Tiengen - Blumegg zu Stühlingen - Blumeggweiler (Im Weiler) zu Stühlingen - Bohland zu Albbruck - Bohlhof zu Wutöschingen - Bonndorf im Schwarzwald - Brand zu Klettgau - Breitenfeld zu Waldshut-Tiengen - Breitwiesenhof zu Ühlingen-Birkendorf - Brenden zu Ühlingen-Birkendorf - Brennet zu Wehr - Bruderhof zu Wutach - Brünlisbach zu Grafenhausen - Brunnadern zu Bonndorf im Schwarzwald - Brunnadern zu Weilheim - Buch zu Albbruck - Buggenried zu Grafenhausen - Bühl zu Klettgau - Bühl zu Laufenburg (Baden) - Bühl zu Rickenbach, Teilort Altenschwand - Bühl zu Rickenbach, Teilort Willaringen - Bulgenbach zu Grafenhausen - Burg zu Görwihl - Bürglen zu Weilheim - Burgstall(hof) zu Klettgau - Dachshof zu Hohentengen - Dangstetten zu Küssaberg - Degernau zu Wutöschingen - Dettighofen - Detzeln zu Waldshut-Tiengen - Diegeringer Mühle zu Laufenburg (Baden) - Dietenberg zu Lottstetten - Dietlingen zu Weilheim - Dillendorf zu Bonndorf im Schwarzwald - Dillendorfer Säge zu Bonndorf im Schwarzwald - Dobel zu Bonndorf im Schwarzwald - Dogern - Dürrenbühl zu Grafenhausen - Eberfingen zu Stühlingen - Ebersbach zu Grafenhausen - Ebersten zu Ühlingen-Birkendorf - Ebnet zu Bonndorf im Schwarzwald - Eckartschwand zu St. Blasien - Egg zu Rickenbach - Eichberg (Hinter und Vorder) zu Dettighofen - Eichbühlerhof zu Hohentengen - Eichhalden zu Küssaberg - Eichholz, Elektr. Werk zu Ühlingen-Birkendorf - Eichrütte zu Görwihl - Ellmenegg zu Höchenschwand - Endermettingen zu Ühlingen-Birkendorf - Engelhof zu Hohentengen - Engelschwand zu Görwihl - Ennersbach zu Dachsberg (Südschwarzwald) - Erzingen zu Klettgau - Eschbach zu Waldshut-Tiengen - Ettikon mit Ettikonerhof zu Küssaberg - Etzwihl zu Albbruck - Ewattingen zu Wutach - Finsterlingen zu Dachsberg (Südschwarzwald) - Flachshof zu Jestetten - Flut zu Bad Säckingen - Fohrenbach(er) Mühle zu Weilheim - Fohrenbühl zu Rickenbach - Freudenberg zu Görwihl - Fröhnd (Außer und Inner) zu Dachsberg (Südschwarzwald) - Frohnschwand zu Höchenschwand - Gaisbühl zu Laufenburg (Baden) - Gaisbühl (Neumatten) zu Murg - Gaiß zu Waldshut-Tiengen - Gärtnerhaus beim Waldfriedhof zu Waldshut-Tiengen - Gaß zu Bernau im Schwarzwald - Gatterhof zu Hohentengen - Geißernhof zu Küssaberg - Geißlingen zu Klettgau - Geroldshofstetten zu Grafenhausen - Gersbach-Au zu Todtmoos - Gfällhof zu Hohentengen - Giegel zu Rickenbach - Giersbach zu Herrischried - Gipsmühle zu Wutach - Glashof zu St. Blasien - Glashofsäge zu St. Blasien - Glashütte zu Bonndorf im Schwarzwald - Glashütte zu Todtmoos - Glashütten zu Rickenbach - Glockenhof zu Waldshut-Tiengen - Goldenhof zu Dachsberg (Südschwarzwald) - Görwihl - Görwihler Steg zu Albbruck - Grafenhausen - Grafenwiesen zu Eggingen - Greutwiesen zu Eggingen - Grießen zu Klettgau - Grimmelshofen zu Stühlingen - Großherrischried zu Herrischried - Grunholz zu Laufenburg (Baden) - Grünnetsmättle zu Görwihl - Gschneid zu Rickenbach - Gugenmühle zu Hohentengen - Gündelwangen zu Bonndorf im Schwarzwald - Günnenbach zu Wehr - Günzgen zu Hohentengen - Gurtweil zu Waldshut-Tiengen - Gutenburg zu Waldshut-Tiengen - Gutenburg, Elektrizitätswerk mit Fabrik zu Waldshut-Tiengen - Gutenburg, Sägewerk zu Waldshut-Tiengen - Hagnau zu Waldshut-Tiengen - Haide zu Albbruck - Hammer zu Laufenburg (Baden) - Hänner zu Murg - Happingen zu Dachsberg (Südschwarzwald) - Hardtweghöfe zu Lottstetten - Harpolingen zu Bad Säckingen - Hartschwand zu Görwihl - Hasenbrunnen zu Rickenbach, Teilort Hottingen - Hasenbrunnen zu Rickenbach, Teilort Hütten - Hasenhof zu Waldshut-Tiengen - Hauackerhof zu Küssaberg - Hauenstein zu Laufenburg (Baden) - Hausbrunnen zu Waldshut-Tiengen - Häuserhof zu Dettighofen - Häusern - Hebsack zu Bonndorf im Schwarzwald - Hechwihl zu Albbruck - Heideggerhof zu Klettgau - Heidenmühle zu Grafenhausen - Heiterhof zu Hohentengen - Hemmet zu Wehr - Hennenmatt zu Rickenbach - Heppenschwand zu Höchenschwand - Herdern zu Hohentengen - Herrischried - Hetzlenmühle zu Görwihl - Heubach zu Weilheim - Hierbach zu Dachsberg (Südschwarzwald) - Hierholz zu Dachsberg (Südschwarzwald) - Hinterer Hammer (Murghammer) zu Murg - Hinterfeld (Rohr) zu Laufenburg (Baden) - Hintertodtmoos zu Todtmoos - Höchenschwand - Hochrütte (Bürlishäuser) zu Laufenburg (Baden) - Hof (W. Schupp) zu Stühlingen - Höfe (Horheimerhöfe) zu Wutöschingen - Höfle zu Todtmoos - Hogschür zu Herrischried - Hohenfels zu Albbruck - Hohenlupfen (Stühlinger Schloß und Schloßhof) zu Stühlingen - Hohentengen - Höhnenhäuser (Heunehöf) zu Rickenbach - Holdmatt zu Bad Säckingen - Höll zu Dachsberg (Südschwarzwald) - Holzhäusle zu Grafenhausen - Hölzlehof (Linsenbodenhof) zu Wutöschingen - Holzschlag zu Bonndorf im Schwarzwald - Holzwasen zu Ühlingen-Birkendorf - Homburg zu Waldshut-Tiengen - Horbach zu Dachsberg (Südschwarzwald) - Horben zu Ühlingen-Birkendorf - Horheim zu Wutöschingen - Hornberg zu Herrischried - Hottingen (Außer und Inner) zu Rickenbach - Hübel zu Laufenburg (Baden) - Hürrlingen zu Ühlingen-Birkendorf - Hütten (Ober und Unter) zu Rickenbach - Ibachersäge zu Ibach - Igelschlatt zu Ühlingen-Birkendorf - Igelschlatter Säge zu Ühlingen-Birkendorf - Illmühle zu Stühlingen - Im Heidelbach zu Eggingen - Im Hüttlebuck zu St. Blasien - Im Ibrunnen zu Lauchringen - Im Juch zu Wehr - Im Moos (Ob den Reben) zu Dettighofen - Im Murgtal zu Herrischried - Im Rebland zu Laufenburg (Baden) - Im Sod zu Murg - Immeneich zu St. Blasien - In den Herrengärten zu Stühlingen - In den Wuhräckern zu Stühlingen - In der Schmelze zu St. Blasien - Indlekofen zu Waldshut-Tiengen - Innere Höfe zu Ühlingen-Birkendorf - Inner-Urberg zu Dachsberg (Südschwarzwald) - Jägerhaus (Jägersruhe) zu Herrischried - Jestetten - Jungholz zu Rickenbach - Kadelburg zu Küssaberg - Kaiser(Keppele)hof zu Klettgau - Kaiserhaus zu Bernau im Schwarzwald - Kalvarienberg zu Stühlingen - Kalvarienberg-Siedlung zu Stühlingen - Kaßlett zu Grafenhausen - Kiesenbach zu Albbruck - Kirchgrund zu Görwihl - Klaffenbach zu Herrischried - Klausen zu Hohentengen - Klausenhof zu Bonndorf im Schwarzwald - Klausenmühle zu Grafenhausen - Kleinherrischwand zu Herrischried - Klosen zu Waldshut-Tiengen - Kloster zu Ühlingen-Birkendorf - Krembach zu Görwihl - Krenkingen zu Waldshut-Tiengen - Kreuzmatt zu Wehr - Krummhof zu Hohentengen - Kuchelbach zu Albbruck - Kühmoos zu Rickenbach - Küssaberg zu Küssaberg - Küßnach zu Küssaberg - Laite zu Dachsberg (Südschwarzwald) - Laufenburg (Baden) - Lauffenmühle zu Waldshut-Tiengen - Lausheim zu Stühlingen - Lehen zu Todtmoos - Lehenwies zu St. Blasien - Lehnhof zu Rickenbach - Leinegg (Scheuerhof) zu Höchenschwand - Lembach zu Wutach - Lenkhof zu Hohentengen - Lienheim zu Hohentengen - Lindau zu Ibach - Loch (Binzger Loch) zu Laufenburg (Baden) - Lochhäuser zu Herrischried - Lochhäuser zu Ühlingen-Birkendorf - Löchlehof (Hofgut Dörneck) zu Wutöschingen - Löchlemühle zu Weilheim - Lochmatt zu Herrischried - Lochmühle zu Bad Säckingen - Lochmühle zu Ühlingen-Birkendorf - Löhningen zu Ühlingen-Birkendorf - Lonza-Werk zu Waldshut-Tiengen - Lottstetten - Lottstetten-Landstraße, Zollamt zu Lottstetten - Luchle zu St. Blasien - Luttingen zu Laufenburg (Baden) - Maierhof zu Wehr - Maierhöfe zu Herrischried - Mandach zu Ühlingen-Birkendorf - Männleswald zu Bonndorf im Schwarzwald - Markhof zu Küssaberg - Mättle zu Todtmoos - Mauchen zu Stühlingen - Menzenschwand-Hinterdorf zu St. Blasien - Menzenschwand-Vorderdorf zu St. Blasien - Mettenberg zu Grafenhausen - Mittelhof zu Klettgau - Mittlere Alp zu Stühlingen - Mittlerholz zu Laufenburg (Baden) - Moos zu Rickenbach - Mu(h)ren zu Ühlingen-Birkendorf - Muckwies zu Ühlingen-Birkendorf - Mühle zu Herrischried - Mühle zu Albbruck - Mühle zu Stühlingen - Mühletal zu Rickenbach - Münchingen zu Wutach - Murg - Mutterslehen zu Ibach - Nack zu Lottstetten - Nacker Mühle zu Lottstetten - Nägele(Feld)hof zu Klettgau - Nagelfriedelshof zu Rickenbach - Neuberg zu Waldshut-Tiengen - Neue Welt zu Ühlingen-Birkendorf - Neuhof zu Hohentengen - Niedergebisbach zu Herrischried - Niederhof Diegeringen zu Murg - Niedermühle zu St. Blasien - Niederwihl zu Görwihl - Niedingen zu St. Blasien - Nöggenschwiel zu Weilheim - Ober Riedern zu Klettgau - Oberalpfen zu Waldshut-Tiengen - Oberbildstein zu Dachsberg (Südschwarzwald) - Obere Witzhalden zu Ühlingen-Birkendorf - Obereggingen zu Eggingen - Oberer Alphof zu Stühlingen - Obergebisbach zu Herrischried - Oberhof zu Klettgau - Oberhof zu Murg - Oberibach zu Ibach - Oberkutterau zu Dachsberg (Südschwarzwald) - Oberlauchringen zu Lauchringen - Oberlehen zu Bernau im Schwarzwald - Obermettingen zu Ühlingen-Birkendorf - Obersäckingen zu Bad Säckingen - Oberwangen zu Stühlingen - Oberweschnegg zu Höchenschwand - Oberwihl zu Görwihl - Ochsenmatt zu Wehr - Öflingen (Ober- und Mitteldorf) zu Wehr - Ofteringen zu Wutöschingen - Öttiswald zu Bonndorf im Schwarzwald - Prestenberg zu Todtmoos - Raßbach zu Ühlingen-Birkendorf - Rechberg zu Klettgau - Reckingen zu Küssaberg - Rehhalden zu Waldshut-Tiengen - Reichenberg (Winterberg) zu Stühlingen - Remetschwiel zu Weilheim - Reutehof zu Klettgau - Rewental (Reuental) zu Wutöschingen - Rheinheim zu Küssaberg - Rheinsberg zu Murg - Rhina zu Laufenburg (Baden) - Rhonahof zu Dachsberg (Südschwarzwald) - Rickenbach zu Ühlingen-Birkendorf - Rickenbach - Riedern am Wald zu Ühlingen-Birkendorf - Riedersteg zu Ühlingen-Birkendorf - Rieppoldsried zu Grafenhausen - Rippolingen zu Bad Säckingen - Roggenbach zu Bonndorf im Schwarzwald - Rohr zu Rickenbach - Rohr zu Weilheim - Rohr (Rohrer Mühle) zu Waldshut-Tiengen - Rohrhof zu Küssaberg - Röschenhof zu Stühlingen - Roßau zu Rickenbach - Rötenberg zu Grafenhausen - Rothaus zu Grafenhausen - Rothaus zu Murg - Rotzel zu Laufenburg (Baden) - Rotzingen zu Görwihl - Ruchenschwand zu Dachsberg (Südschwarzwald) - Rüßwihl zu Görwihl - Rütte zu Herrischried - Rütte zu Todtmoos - Rüttehof zu Bad Säckingen - Rüttehof zu Dogern - Rüttehof zu Rickenbach - Rüttene zu Murg - Rüttewies zu Dachsberg (Südschwarzwald) - Säckingen zu Bad Säckingen - Säge zu Herrischried - Säge zu Görwihl - Sägehof zu Görwihl - Sandhof zu Hohentengen - Santihof zu Bad Säckingen - Schachen zu Albbruck - Schadenbirndorf zu Albbruck - Schaffhauser Säge zu Grafenhausen - Schaltstation Breitenfeld zu Waldshut-Tiengen - Schattenmühle zu Wutöschingen - Schelgen zu Ühlingen-Birkendorf, Teilort Hürrlingen - Schelgen zu Ühlingen-Birkendorf, Teilort Ühlingen - Scheuren(hof) zu Ühlingen-Birkendorf - Schildbach zu Görwihl - Schlageten zu St. Blasien - Schlatt zu Waldshut-Tiengen - Schloß zu Rickenbach - Schloß Rötteln zu Hohentengen - Schloßbauer (Schloßhof) zu Ühlingen-Birkendorf - Schlossbergsiedlung zu Stühlingen - Schloßhof zu Hohentengen - Schlüchtmühle zu Grafenhausen - Schlüchtseehof vorm. Bleiche zu Grafenhausen - Schmalenberg zu Dachsberg (Südschwarzwald) - Schmittenau zu Waldshut-Tiengen - Schmitzingen zu Waldshut-Tiengen - Schnörringen zu Weilheim - Schönbrunnen zu Eggingen - Schrennenhof zu Hohentengen - Schwand zu Dachsberg (Südschwarzwald) - Schwaningen zu Stühlingen - Schwarzabruck zu Häusern - Schwarzenbach zu Todtmoos - Schweikhof zu Rickenbach - Schwerzen zu Wutöschingen - Seewangen zu Grafenhausen - Segalen zu Höchenschwand - Segeten zu Görwihl - Signau zu Grafenhausen - Silberwiese zu Wutöschingen - Sommerau zu Bonndorf im Schwarzwald - Sonnenhof zu Jestetten - Sparenberg zu Stühlingen - Spatzen(Lauber)hof zu Rickenbach - Spechtenhof (Rappenstein) zu Laufenburg (Baden) - Spittelhau zu Murg - St. Blasien - Stadenhausen zu Laufenburg (Baden) - Staufen zu Grafenhausen - Stehle zu Herrischried - Steinabad zu Bonndorf im Schwarzwald - Steinachmühle zu Ühlingen-Birkendorf - Steinasäge zu Bonndorf im Schwarzwald - Steinbach zu Albbruck - Steingrube (Moosmatte) zu Dogern - Steinlebachhof zu Hohentengen - Steinreusche zu Höchenschwand - Stetten zu Hohentengen - Stieg, Jugendheim zu Albbruck - Stocken Höfe zu Ühlingen-Birkendorf - Strick zu Todtmoos - Strick (Stricker oder Steinerhäuser) zu Rickenbach - Strittberg zu Höchenschwand - Strittmatt zu Görwihl - Stüdlehof zu Küssaberg - Stühlingen - Süßloch zu Rickenbach - Talhöfe zu Ühlingen-Birkendorf - Talmühle zu Jestetten - Tannenmühle zu Grafenhausen - Tiefenhäusern zu Höchenschwand - Tiefenstein zu Görwihl - Tiengen/Hochrhein zu Waldshut-Tiengen - Tierberg zu Waldshut-Tiengen - Turmhof (bisher Türnenhof) zu Hohentengen - Ühlingen zu Ühlingen-Birkendorf - Unter Juckenhof zu Hohentengen - Unter Riedern zu Klettgau - Unter Witzhalden zu Ühlingen-Birkendorf - Unteralpfen zu Albbruck - Unterbildstein zu St. Blasien - Untere Alp, Engelwirtshaus zu Stühlingen - Untereggingen zu Eggingen - Unteribach zu Ibach - Unterkutterau zu St. Blasien - Unterlauchringen zu Lauchringen - Unterlehen (Bernau im Schwarzwald) zu Bernau im Schwarzwald - Untermettingen zu Ühlingen-Birkendorf - Untersteinbachmühle zu Waldshut-Tiengen - Unterwangen zu Stühlingen - Unterweschnegg zu Höchenschwand - Urbergersäge zu Dachsberg (Südschwarzwald) - Vogelbach zu Dachsberg (Südschwarzwald) - Vogelhof (Vogelhöf) zu Wutöschingen - Vogelwies zu Ühlingen-Birkendorf - Vogtsrütte zu Rickenbach - Vorderer Rohrhof (bisher Wüstrüttehof) zu Hohentengen - Vordertodtmoos zu Todtmoos - Waldhaus zu Weilheim - Waldkirch zu Waldshut-Tiengen - Waldshut zu Waldshut-Tiengen - Walke zu Bonndorf im Schwarzwald - Wallbach zu Bad Säckingen - Wangental zu Jestetten - Weg zu Todtmoos - Wehr - Wehrawald zu Todtmoos - Wehrhalden zu Herrischried - Weiermatt zu Murg - Weihermatten zu Dogern - Weilerhof zu Hohentengen - Weilerhof zu Stühlingen - Weilerhöfe zu Ühlingen-Birkendorf - Weilheim - Weisweil zu Klettgau - Weizen zu Stühlingen - Wellendingen zu Bonndorf im Schwarzwald - Wellendinger Säge im Steinatal zu Bonndorf im Schwarzwald - Welschberg zu Bonndorf im Schwarzwald - Wickartsmühle zu Rickenbach - Widmenholz zu Rickenbach - Wieladingen zu Rickenbach - Wilfingen zu Dachsberg (Südschwarzwald) - Willaringen zu Rickenbach - Willmendingen zu Wutöschingen - Windberghof zu St. Blasien - Winterhof zu Laufenburg (Baden) - Wittenschwand zu Dachsberg (Südschwarzwald) - Wittlekofen zu Bonndorf im Schwarzwald - Witznau mit Kraftwerk zu Ühlingen-Birkendorf - Witznau(er) Säge zu Waldshut-Tiengen - Wohnhäuser an der Bundesstraße zu Wutöschingen - Wolfsboden zu St. Blasien - Wolpadingen zu Dachsberg (Südschwarzwald) - Wutachmühle zu Wutach - Wutöschingen - Zechenwihl zu Murg - Ziegelhütte zu Klettgau - Ziegelhütte zu Stühlingen - Ziegelhütte zu Waldshut-Tiengen - Zinken zu Ühlingen-Birkendorf - Zollamt zu Jestetten - Zollhaus Rheinbrücke zu Jestetten |

| ↑ Zurück zum Inhaltsverzeichnis |